# Gabon i olympiska sommarspelen 2012
Gabon deltog i de olympiska sommarspelen 2012 som ägde rum i London i Storbritannien mellan den 27 juli och den 12 augusti 2012. Genom Anthony Obame, i taekwondo, tog Gabon sin första medalj i olympiska sammanhang någonsin.

## Medaljörer (urval)
| Medalj | Namn          | Sport     | Gren             |
| ------ | ------------- | --------- | ---------------- |
| Silver | Anthony Obame | Taekwondo | Herrarnas +80 kg |

## Boxning
Herrar
| Boxare            | Gren       | Sextondelsfinal          | Åttondelsfinal       | Kvartsfinal          | Semifinal            | Final                | Final            |
| Boxare            | Gren       | Motståndare Resultat     | Motståndare Resultat | Motståndare Resultat | Motståndare Resultat | Motståndare Resultat | Placering        |
| ----------------- | ---------- | ------------------------ | -------------------- | -------------------- | -------------------- | -------------------- | ---------------- |
| Braexir Lemboumba | Bantamvikt | Encarnación (DOM) L 6–15 | Gick inte vidare     | Gick inte vidare     | Gick inte vidare     | Gick inte vidare     | Gick inte vidare |
| Yannick Mbemy     | Weltervikt | Tüvshinbat (MGL) L 4–17  | Gick inte vidare     | Gick inte vidare     | Gick inte vidare     | Gick inte vidare     | Gick inte vidare |

## Fotboll
Herrar
Tränare: Claude Albert Mbourounot
| Nr | Pos. | Namn                | Födelsedatum (ålder)      | Matcher | Mål |           | Klubb          |
| -- | ---- | ------------------- | ------------------------- | ------- | --- | --------- | -------------- |
| 1  | MV   | Didier Ovono*       | 23 januari 1983 (29 år)   |         |     | Frankrike | Le Mans        |
| 2  | F    | Muller Dinda        | 22 september 1995 (16 år) |         |     | Gabon     | Cercle Mbéri   |
| 3  | F    | Stevy Nzambe        | 4 september 1991 (20 år)  |         |     | Frankrike | Marseille      |
| 4  | MF   | Franck Engonga      | 26 juli 1993 (19 år)      |         |     | Gabon     | USM Libreville |
| 5  | F    | Bruno Ecuele Manga* | 16 juli 1988 (24 år)      |         |     | Frankrike | Lorient        |
| 6  | F    | Rémy Ebanega        | 17 november 1989 (22 år)  |         |     | Gabon     | Bitam          |
| 7  | A    | Allen Nono          | 15 augusti 1992 (19 år)   |         |     | Gabon     | USM Libreville |
| 8  | MF   | Alexander N'Doumbou | 4 januari 1992 (20 år)    |         |     | Frankrike | Orléans        |
| 9  | A    | Pierre Aubameyang   | 18 juni 1989 (23 år)      |         |     | Frankrike | Saint-Étienne  |
| 10 | MF   | Lévy Madinda        | 11 juni 1992 (20 år)      |         |     | Spanien   | Celta Vigo B   |
| 11 | A    | Axel Meye           | 6 juni 1995 (17 år)       |         |     | Gabon     | Bitam          |
| 12 | MF   | Merlin Tandjigora   | 6 april 1990 (22 år)      |         |     | Frankrike | Carquefou      |
| 13 | MF   | Cédric Boussoughou  | 20 juli 1991 (21 år)      |         |     | Gabon     | Mangasport     |
| 14 | MF   | André Biyogo Poko   | 1 januari 1993 (19 år)    |         |     | Frankrike | Bordeaux       |
| 15 | MF   | Henri Ndong         | 23 augusti 1992 (19 år)   |         |     | Gabon     | Bitam          |
| 16 | F    | Emmanuel Ndong      | 4 maj 1992 (20 år)        |         |     | Gabon     | Sogéa          |
| 17 | MF   | Jerry Obiang        | 10 juni 1992 (20 år)      |         |     | Gabon     | Sogéa          |
| 18 | MV   | Anthony Mfa Mezui   | 7 mars 1991 (21 år)       |         |     | Frankrike | Metz           |

Gruppspel
| Nr | Lag      | S | V | O | F | GM | IM | MS | P |
| -- | -------- | - | - | - | - | -- | -- | -- | - |
| 1  | Mexiko   | 3 | 2 | 1 | 0 | 3  | 0  | +3 | 7 |
| 2  | Sydkorea | 3 | 1 | 2 | 0 | 2  | 1  | +1 | 5 |
| 3  | Gabon    | 3 | 0 | 2 | 1 | 1  | 3  | −2 | 2 |
| 4  | Schweiz  | 3 | 0 | 1 | 2 | 2  | 4  | −2 | 1 |

| 5 | 26 juli, 17:15 | Gabon U23 | 1 – 1 | Schweiz U23 | St James' Park, Newcastle |  |
|   |                |           |       |             |                           |  |
|   |                |           |       |             |                           |  |
|   |                |           |       |             |                           |  |

| 10 | 29 juli, 14:30 | Mexiko U23 | 2 – 0 | Gabon U23 | City of Coventry Stadium |  |
|    |                |            |       |           |                          |  |
|    |                |            |       |           |                          |  |
|    |                |            |       |           |                          |  |

| 22 | 1 augusti, 17:00 | Sydkorea U23 | 0 – 0 | Gabon U23 | Wembley Stadium, London |  |
|    |                  |              |       |           |                         |  |
|    |                  |              |       |           |                         |  |
|    |                  |              |       |           |                         |  |

## Friidrott
Förkortningar
- Notera – Placeringar gäller endast den tävlandes eget heat
- Q = Kvalificerade sig till nästa omgång via placering
- q = Kvalificerade sig på tid eller, i fältgrenarna, på placering utan att ha nått kvalgränsen
- NR = Nationellt rekord
- N/A = Omgången inte möjlig i grenen
- Bye = Idrottaren behövde inte delta i omgången

Herrar
Bana och väg
| Idrottare           | Gren  | Heat     | Heat      | Kvartsfinal      | Kvartsfinal      | Semifinal        | Semifinal        | Final            | Final            |
| Idrottare           | Gren  | Resultat | Placering | Resultat         | Placering        | Resultat         | Placering        | Resultat         | Placering        |
| ------------------- | ----- | -------- | --------- | ---------------- | ---------------- | ---------------- | ---------------- | ---------------- | ---------------- |
| Wilfried Bingangoye | 100 m | 10.89    | 3         | Gick inte vidare | Gick inte vidare | Gick inte vidare | Gick inte vidare | Gick inte vidare | Gick inte vidare |

Damer
Bana och väg
| Idrottare         | Gren  | Heat     | Heat      | Kvartsfinal | Kvartsfinal | Semifinal | Semifinal | Final            | Final            |
| Idrottare         | Gren  | Resultat | Placering | Resultat    | Placering   | Resultat  | Placering | Resultat         | Placering        |
| ----------------- | ----- | -------- | --------- | ----------- | ----------- | --------- | --------- | ---------------- | ---------------- |
| Ruddy Zang Milama | 100 m | BYE      | BYE       | 11.14       | 3 Q         | 11.31     | 7         | Gick inte vidare | Gick inte vidare |

## Judo
Damer
| Idrottare     | Gren                   | Sextondelsfinal                | Åttondelsfinal        | Kvartsfinal          | Semifinal            | Återkval             | Bronsmatch           | Final                | Final            |
| Idrottare     | Gren                   | Motståndare Resultat           | Motståndare Resultat  | Motståndare Resultat | Motståndare Resultat | Motståndare Resultat | Motståndare Resultat | Motståndare Resultat | Placering        |
| ------------- | ---------------------- | ------------------------------ | --------------------- | -------------------- | -------------------- | -------------------- | -------------------- | -------------------- | ---------------- |
| Audrey Koumba | Halv tungvikt (-78 kg) | Ntahonvukiye (BDI) W 0020–0000 | Joó (HUN) L 0000–0100 | Gick inte vidare     | Gick inte vidare     | Gick inte vidare     | Gick inte vidare     | Gick inte vidare     | Gick inte vidare |

## Taekwondo
| Idrottare     | Gren             | Åttondelsfinaler            | Kvartsfinaler             | Semifinaer            | Återkval             | Bronsmatch           | Final                    | Final     |
| Idrottare     | Gren             | Motståndare Resultat        | Motståndare Resultat      | Motståndare Resultat  | Motståndare Resultat | Motståndare Resultat | Motståndare Resultat     | Placering |
| ------------- | ---------------- | --------------------------- | ------------------------- | --------------------- | -------------------- | -------------------- | ------------------------ | --------- |
| Anthony Obame | Herrarnas +80 kg | Thomsen-Fuataga (SAM) W 9–2 | Despaigne (CUB) W 1–0 SDP | Tanrıkulu (TUR) W 3–2 | Bye                  | Bye                  | Molfetta (ITA) L 9–9 SUP | 2         |